# ロクセラーナ
ロクセラーナ（ウクライナ語: Роксолана, ラテン文字転写: Roksolana、1502年から1504年頃 - 1558年4月15日）ことヒュッレム・ハセキ・スルタン（オスマントルコ語: خُرَّم خاصکى سلطان, ラテン文字転写: Hürrem Haseki Sultan,）は、オスマン帝国のスレイマン1世の皇后である。
それまでのオスマン帝国の慣習を破ってスレイマン1世との間に複数の男子をもうけ、法的な婚姻関係を結び、事実上の一夫一妻の関係を築いた。スレイマン1世の後継争いに策動し、ハレムの住人が権謀術数を巡らせ、オスマン帝国の政治を支配する先駆けとなった。また、スレイマン1世との関係性は、芸術作品の題材となった。

## 名前について
オスマン帝国において、彼女は主にハセキ・ヒュッレム・スルタン（Haseki Hürrem Sultan）または ヒュッレム・"バルサク"・ハセキ・スルタン（Hürrem "balsaq" Haseki Sultan）として知られていた（Haseki は妾の意）。トルコ語で Hürrem （ヒュッレム、ヒュルレム）とは「ペルシア語: خرم, ラテン文字転写: Khurram（陽気な人）」と「アラビア語: كريمة, ラテン文字転写: Karima（高貴な人）」に由来している。
ヨーロッパでは「ロクセラーナ」として知られ、ヨーロッパの言語では英: Roxelana、仏: Roxelane、波: Roksolana、羅: Roxolanaの他、Rossa、Ruziac として表記される。ロクセラーナは本名ではなくニックネームである。ロクセラニーとは15世紀までの東スラヴ人（現在のウクライナの住民）の呼び方の1つであり、彼女の名前はそのまま「ルーシ人の女」を意味する。

## 生涯

### 奴隷として
スラヴ系で、ウクライナ人かロシア人、もしくはポーランド人だったという。ポーランドの伝承やポーランド人の詩人サミュエル・トワルドーフスキーら16世紀後半から17世紀前半の文献によると、ルテニア地方ロハティンの貧しい正教会司祭の娘で、本名はアレクサンドラ・アナスタシア・リソフスカ（ポーランド語: Aleksandra Anastasia Lisowska）であった。
1520年代にドニエストルやルテニア地方を略奪したクリミア・タタール人に捕えられて奴隷としてイスタンブールへ売られ、スレイマン1世の大宰相パルガル・イブラヒム・パシャに買われた後、スレイマン1世に献上されたといわれる。

### スレイマン1世の寵愛を得る

スレイマンとロクセラーナ（1780年、アントン・ヒッケル画）

ロクセラーナはすぐに主人であるスレイマン1世の注意を惹いて、ライバルたちに嫉妬されたものの、スレイマンの第2側室（イクバル）と呼ばれる側室から子供を成したことで第2夫人（イキンジ・カドゥン）となった。尚、カドゥンは夫人の意味。この時点でロクセラーナにとっての敵は、スレイマン1世の母后ハフサ・ハトゥンと、ハフサ・ハトゥンを後ろ盾とする第1夫人マヒデヴラン（ギュルバハルとも。、ロクセラーナの最初の所有者であったといわれる大宰相イブラヒム・パシャの3人であった。
1534年にハフサ・ハトゥンが死去するとマヒデヴランはスレイマンの不興を買って宮殿を追われ、1536年にイブラヒム・パシャは処刑された。
マヒデヴランが宮殿から追われた経緯について、ヴェネツィア共和国駐イスタンブール大使のベルナルド・ナヴァゲロは、マヒデヴランと口論を起こしたロクセラーナが自ら顔に引っ掻き傷を作った上でスレイマン1世に呼び出されるような工作をしてスレイマン1世の関心を惹き、ロクセラーナの顔の引っ掻き傷をマヒデヴランの仕業と思い込んだスレイマン1世がマヒデヴランと息子のムスタファをマニサへ左遷させた。それによって、ムスタファがスレイマン1世から遠ざけられたばかりかスルタンの後継者としての地位から完全に脱落したことを内外に示すことになったと報告している。
その結果、ロクセラーナはもはやライバルがいなくなったスレイマンの皇后としての地位を得た。また、イブラヒム・パシャについても、ロクセラーナが処刑に関与した具体的な証拠は存在しないが、人々はロクセラーナの関与を疑った。

### 策動

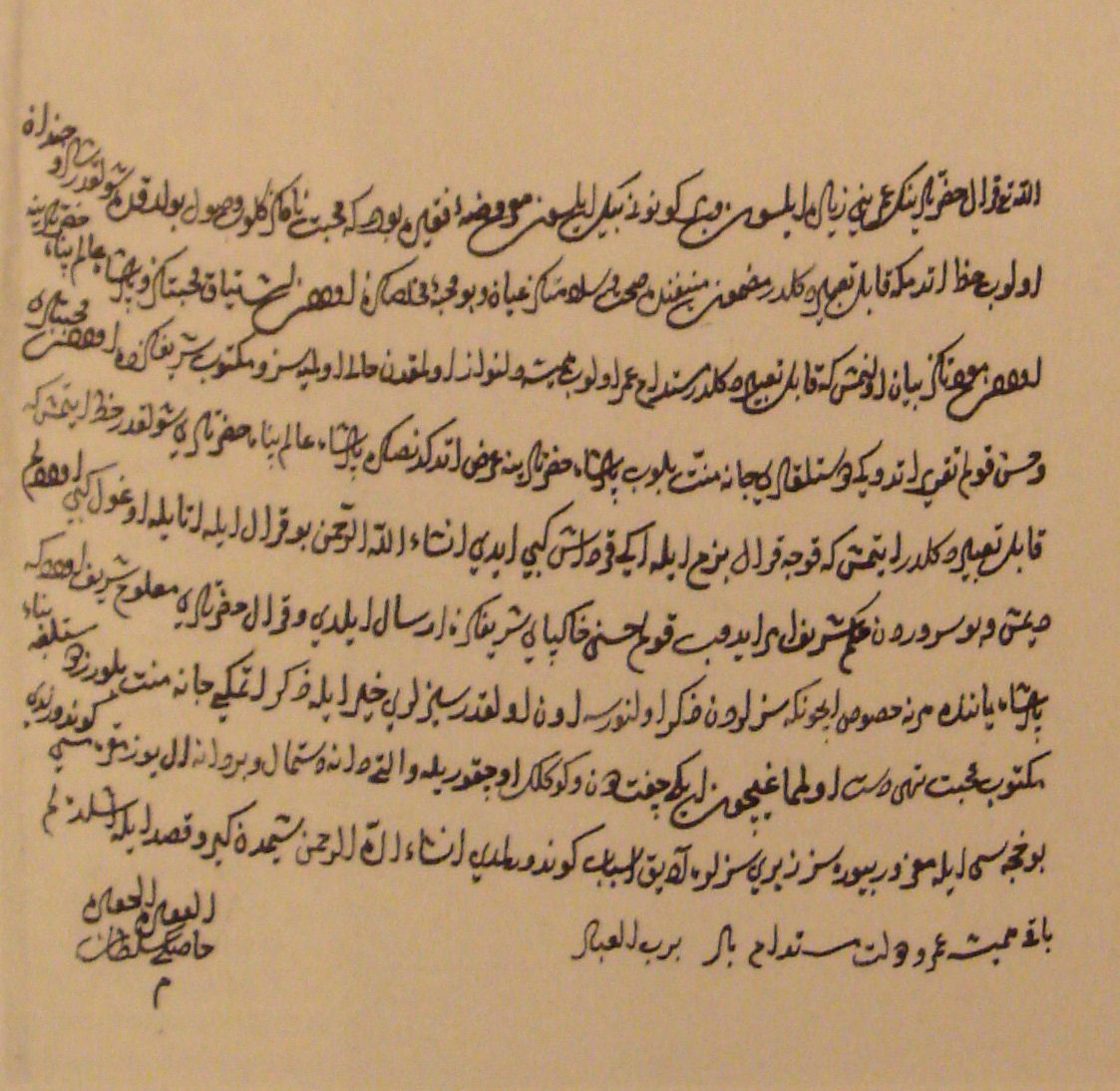
1549年にロクセラーナがポーランド国王ジグムント2世アウグストへ宛てた手紙

ロクセラーナはスレイマン1世との間に儲けた5人の皇子たち(メフメト、アブドゥラー、セリム、バヤズィト、ジハンギル)のうち、早世したアブドゥラーを除く4人の皇子たちのいずれかを次期スルタンとするべく策動したといわれている。
一時は長男のメフメトが有力となったが1543年に天然痘に罹って早世し、マヒデヴランの子ムスタファが再び有力となった。しかし、ムスタファは1553年にイラン遠征軍の陣中で突然処刑され、マヒデヴランはマニサからブルサへ移された。ムスタファは軍人として名声が高く、とりわけイェニチェリから強く支持されており、突然の処刑にイェニチェリは怒り、反乱を起こす寸前にまで至った。
スレイマン1世がムスタファを処刑した動機は不明だが、政権内を含む世論はロクセラーナが娘のミフリマー・スルタンとその婿で大宰相のリュステム・パシャとともに「徳の高いスルタンの目をくもらせた」と考えた。
16世紀の女流詩人ニサーイーは次のような、スレイマン1世と「ロシアの魔女」、すなわちロクセラーナを非難する詩を作った。
スレイマン1世はムスタファの子や側近も処刑する一方、政権内の不満を抑えるために1553年にリュステム・パシャを罷免した。さらにリュステム・パシャが処刑されるという噂が立つと、ロクセラーナは助命のために奔走した。結局、リュステム・パシャは1555年に大宰相の地位に返り咲いた。ロクセラーナの庇護の下、リュステム・パシャは蓄財に精を出し、財力をもって党派を形成して政治力を保持した。この手法は以降の時代の政治家によって踏襲された。
ロクセラーナはヴァリーデ・スルタン（スルタンの母后）や第一カドゥン（側室）、宦官らハレムの住人たちが権謀術数を巡らせ、オスマン帝国の政治を支配するカドゥンラール・スルタナトゥ（女人天下）と呼ばれる時代の幕を開けたと評価されている。
また、ロクセラーナは様々な問題に対するスレイマンのアドバイザー的な役割をしていたともいわれ、外交政策や国際関係の政治問題に影響が見られる。一例として彼女からポーランド国王ジグムント2世アウグストへ出した手紙が現存している。ロクセラーナの存命中、オスマン帝国とポーランドとの間には同盟関係が保たれた。

### 逝去

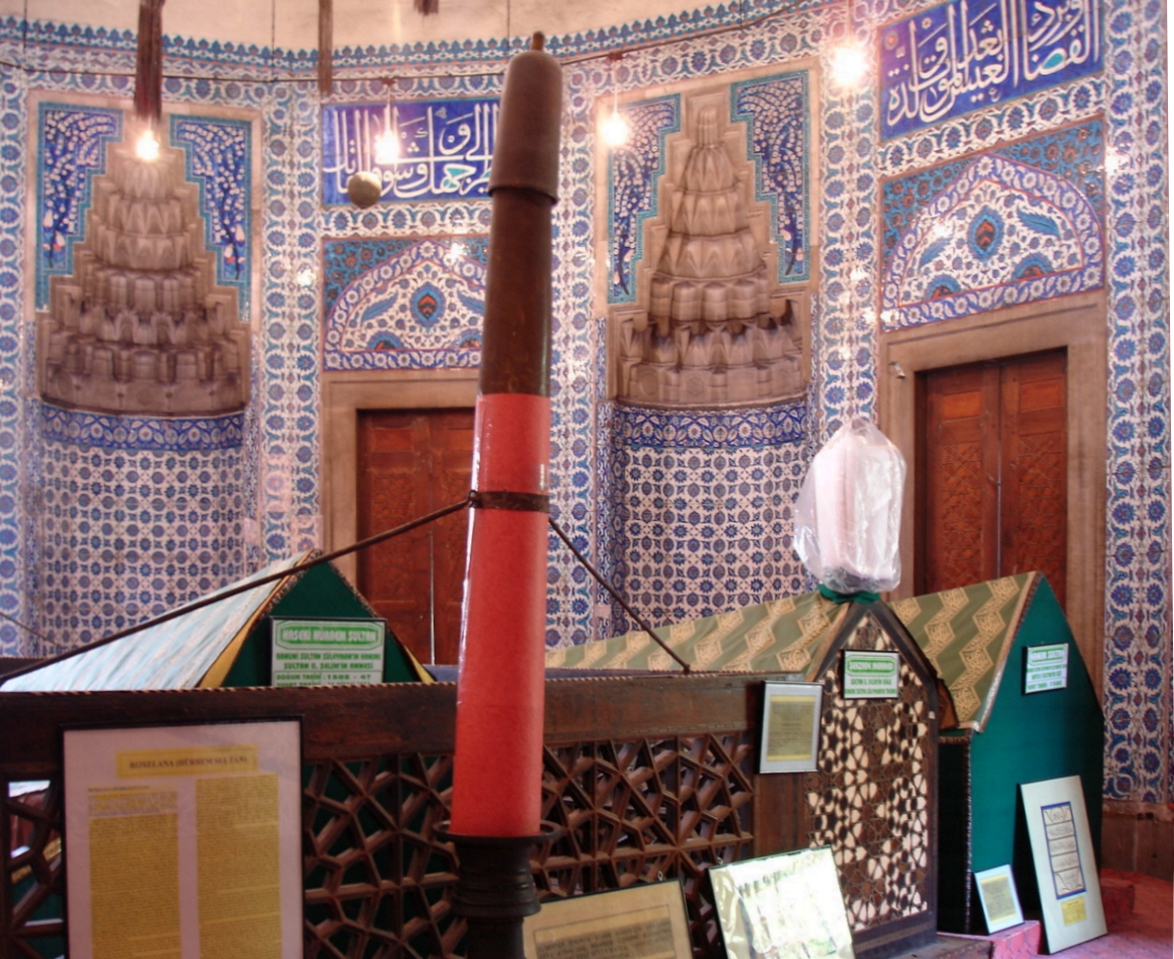
ロクセラーナの霊廟

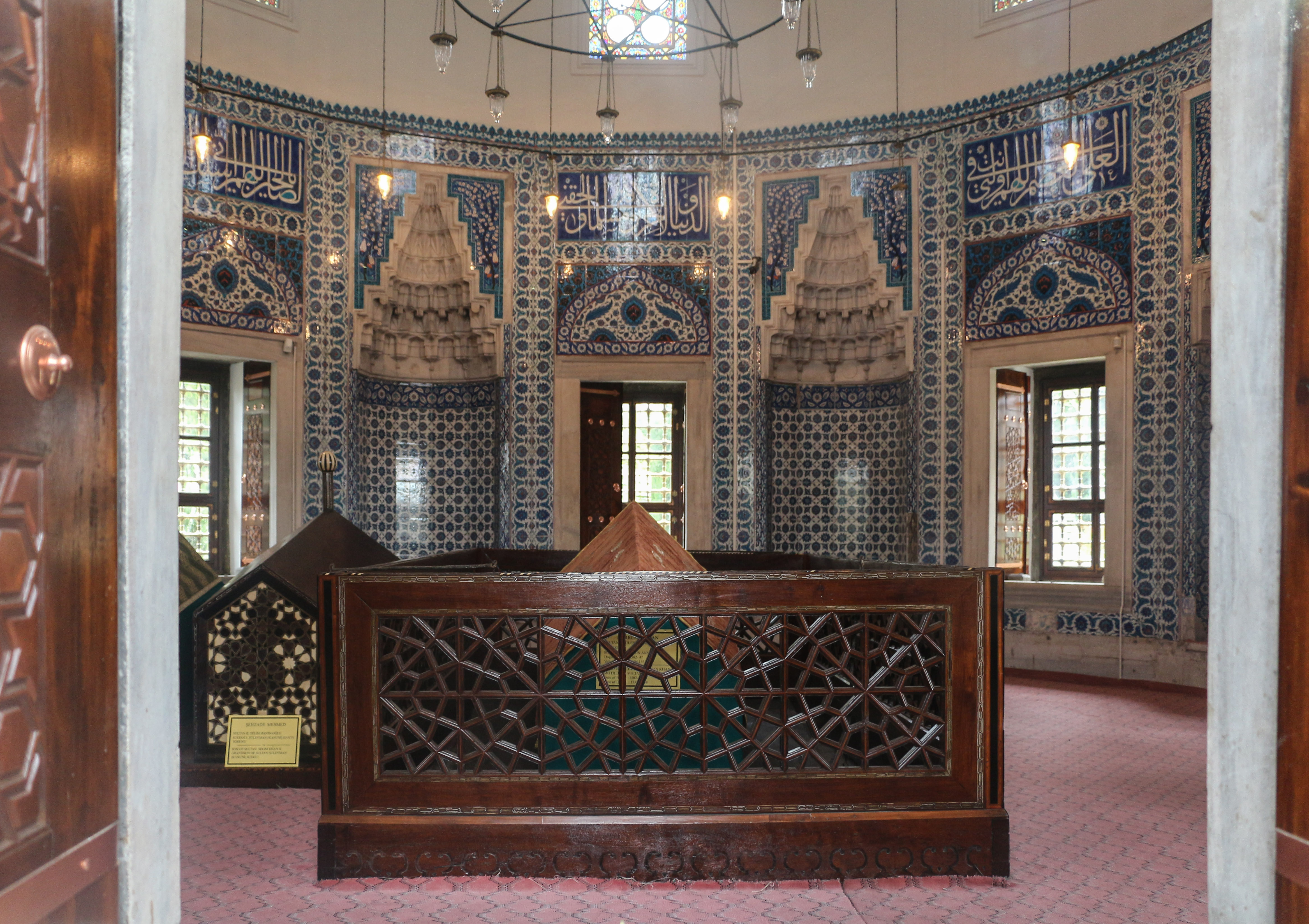
ロクセラーナの棺

ムスタファの処刑により、スレイマン1世の後継候補はロクセラーナが産んだ3人の男子に絞られたが、このうち、ジハンギルはムスタファが処刑された直後に死亡した（処刑にショックを受けたことが原因ともいわれている）。
残るセリムとバヤズィトのうち、ロクセラーナはより有能なバヤズィトの即位を望んでいたとされるが、いずれが後継者となるかを見届けることなく、1558年4月15日に、50代半ばで逝去した。
遺体は宮廷お抱えの建築家ミマール・スィナンがスレイマニエ・モスクの境内に建てた霊廟（テュルベ）に葬られた。後にスレイマン1世の霊廟もスレイマニエ・モスクの境内に建てられた。2つの霊廟は八角形でドームを複雑に配置した構造で、「単純多角形の本体にドームが1つ」という当時の伝統的なデザインとは大きく異なっている。

### 死後
セリムとバヤズィトの衝突を辛うじて抑えていたロクセラーナの死後、両者の後継争いは激化し、セリムは側近のララ・ムスタファ・パシャの策謀によってバヤズィトに対するスレイマン1世の評価を低下させることに成功した。
形勢不利を悟ったバヤズィトは軍事行動を起こしたものの、スレイマン1世の支持を受けたセリムの前に敗れ、イラン（サファヴィー朝）に亡命したが最終的にはセリムに引き渡され、1561年に処刑された。「サルホシュ・セリム（酔っぱらいのセリム）」と呼ばれたセリムが後継争いに勝利したのは、臆病であったがゆえに自ら積極的な行動に出なかったためとも、ロクセラーナがセリムに飲酒を薦めて無能者のふりをするように命じたためともいわれている。
スレイマン1世の死後スルタンに即位したセリムは国家の運営を官人に任せきりにし、「バーブ・ウッサーデ（至福の家）」と呼ばれる館で酒と女に溺れる日々を過ごした。セリム2世以降、オスマン帝国の国家運営は官人による支配にスルタンが従う形で行われるようになった。

## 子女
スレイマン1世との間に6人の子を儲けた。
- メフメト（英語版）（1521年 - 1543年） - 天然痘に罹り病死[38]
- ミフリマー・スルタン（英語版）（1522年 - 1578年） - 大宰相リュステム・パシャと結婚[39]。イスタンブールにはその名を冠したモスクが2つある[40]
- アブドゥラー（英語版）（1522年 - 1526年） - 疫病に罹り病死[41]。
- セリム2世（1524年 - 1574年）
- バヤズィト（英語版）（1525年 - 1561年） - ロクセラーナの死後、セリムとの後継争いに敗れ処刑された[42]
- ジハンギル（英語版）（1531年 - 1553年） - くる病を患い、「エーリ（せむし）」と呼ばれた。腹違いの兄ムスタファの処刑の直後に病死[43]

## 人物
ロクセラーナについて、ヴェネツィア共和国の大使ブラガディーノは、「美人ではないが愛想がよく、陽気な性格である」と報告している。同じくヴェネツィア共和国の大使ナヴァゲロは、「性質のよくない、いわばずる賢い女性である」と報告している。

## 後世への影響

### 慣習への挑戦
ロクセラーナは自身のため、スレイマン1世にオスマン帝国の慣習を次々と破らせた。まず、オスマン帝国では1人の女性がスルタンとの間に男子を2人以上産むことは許されず、ひとたび男子を産んだ女性はスルタンから遠ざけられるという慣習があった。しかし、スレイマン1世はロクセラーナが男子を出産した後も側に置き続け、最終的にロクセラーナとの間に5人の男子を儲けて正式な妻に迎えた。
オスマン帝国では14世紀後半に在位したムラト1世以来、妃と法的な婚姻関係を結ぶスルタンは存在しなかったが、ロクセラーナはこの慣習を破らせることにも成功した。婚姻関係を結ぶに当たり、スレイマン1世はロクセラーナを奴隷の地位から解放する法的手続きをとったという。ロクセラーナはさらに、自らの地位を脅かしうる美貌の側室数人を降嫁させ、事実上の一夫一婦の関係を構築して自らの地位を盤石なものとした。2人の関係に対するイスタンブール市民の反応について、イタリア人のバッサーノは「スレイマンのロクゼラナに寄せる愛情と信頼の深さは、すべての臣民があきれかえるほどで、スレイマンは魔法にかかったとさえ言われている」と書き記している。
また、ロクセラーナは1541年、自らが従える女奴隷や宦官とともにトプカプ宮殿内のスレイマン1世の居住区画に住むことを許された。

### 慈善事業
ロクセラーナはカリフ・ハールーン・アッ＝ラシードの妃ズバイダにならって慈善財団をつくり、メッカからエルサレムまでの公共建造物の多くに携わった。最初にモスクと2つの学校（マドラサ）、噴水と女性用の病院を、イスタンブールの女性奴隷市場の近くに建築した。1556年に建設された公共浴場ハセキ・ヒュッレム・スルタン・ハンマームは建築家ミマール・スィナンの設計によるもので、収入は当時、モスクとして使われていたアヤ・ソフィアへの財政支援に充てられた。エルサレムでは1552年に貧窮者の公共給食施設であるハセキ・スルタン・イマレトを設けた。
また、彼女自身もしくは彼女の監督下で作られた刺繍の一部は残っており、イラン国王のタフマースブ1世へ1547年に送ったものや、1549年にポーランド国王へ送ったものがある。
彼女の秘書・仲介者としてエステル・ハンダリがよく働いた。
- ハセキ・ヒュッレム・スルタン・ハンマーム（英語版）（2007年撮影）
- 1556年設立であることを示すプレート

### ヨーロッパ
ロクセラーナはヨーロッパでは有名で、現代トルコや西側で多くの芸術作品で扱われている。絵画や、音楽作品、オペラ、バレエ、ウクライナ語や英語、フランス語、ドイツ語で書かれた小説などのテーマとなった。
2007年、ウクライナの港町マリウポリのムスリムは、ロクセラーナを祭るためにモスクを建設した。

## ギャラリー
- 1540-50年代画、大英博物館収蔵
- 16世紀画
- 17世紀画、英王室コレクション
- 18世紀画、トプカプ宮殿博物館収蔵
- 1997年発行、ウクライナ共和国の切手

### 日本語の文献
- アンドレ・クロー（著）『スレイマン大帝とその時代』浜田正美（訳）、法政大学出版局、2000年。ISBN 4-588-23802-7。
- 鈴木董『オスマン帝国 イスラム世界の「柔らかい専制」』講談社〈講談社現代新書 1097〉、1992年。ISBN 4-06-149097-4。
- 陳舜臣『イスタンブール』文藝春秋〈世界の都市の物語4〉、1992年。ISBN 4-16-509560-5。
- 林佳世子『オスマン帝国の時代』山川出版社〈世界史リブレット19〉、1997年。ISBN 4-634-34190-5。
- ジョン・フリーリ（著）『イスタンブール 三つの顔をもつ帝都』鈴木董（監修）、長縄忠（訳）、NTT出版、2005年。ISBN 4-7571-4066-5。
- N.M.ペンザー（著）『トプカプ宮殿の光と影』岩永博（訳）、法政大学出版局〈りぶらりあ選書〉、1992年。ISBN 4-588-02130-3。
- 三橋富治男『オスマン帝国の栄光とスレイマン大帝』清水書院〈清水新書 010〉、1984年。ISBN 4-389-44010-1。

### 日本語以外の文献
- Thomas M. Prymak, "Roxolana: Wife of Suleiman the Magnificent," Nashe zhyttia/Our Life, LII, 10 (New York, 1995), 15–20. 英語で書かれた写真入りのバイオグラフィ。
- Zygmunt Abrahamowicz, "Roksolana," Polski Slownik Biograficzny, vo. XXXI (Wroclaw-etc., 1988–89), 543–5. ポーランド人トルコ研究家が書いたポーランド語の記事。
- Galina Yermolenko, "Roxolana: The Greatest Empresse of the East," The Muslim World, 95, 2 (2005), 231–48. ヨーロッパ人（特にイタリア人）から見たもので、ウクライナ語とポーランド語の文献に精通している。

## 題材とした作品

### 文学等

#### 日本語
小説
- 渋沢幸子『寵妃ロクセラーナ』集英社、1998年。ISBN 4-08-783103-5。

漫画
- 篠原千絵『夢の雫、黄金の鳥籠』小学館。

#### 日本語以外
戯曲

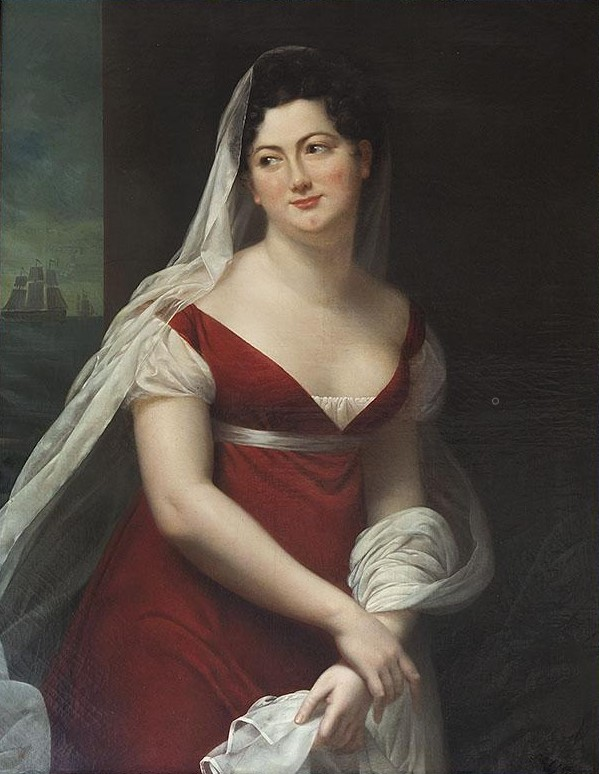
ロクセラーナを演じる女優ジャンヌ＝エミリー・レヴァード（1808年、アデル・ローマニー画）

- 『ソリマン2世、あるいは3人のスルタンの妻』（Soliman II ou Les Trois Sultanes） - フランスの劇作家シャルル・シモン・ファヴァール（英語版）による喜劇

小説
- ロクセラーナについて、英語で多くの歴史小説が書かれた。 Barbara Chase Riboud's Valide (1986); Alum Bati's Harem Secrets (2008); Colin Falconer, Aileen Crawley (1981–83), and Louis Gardel (2003); Pawn in Frankincense, the fourth book of the Lymond Chronicles by Dorothy Dunnett; Robert E. Howard in The Shadow of the Vulture.
- ウクライナ語の小説では右記がある。 Osyp Nazaruk (1930), Mykola Lazorsky (1965), Serhii Plachynda (1968), and Pavlo Zahrebelnyi (1980).
- その他の言語についても、フランス語では、Willy Sperco の伝記小説 (1972) ; ドイツ語では Johannes Tralow の小説 (1944) ; セルビア語では Radovan Samardzic の小説 (1987); トルコ語では Ulku Cahit (2001).がある。

### 音楽
- 交響曲第63番 (ハイドン) - 第2楽章の副題が「ラ・ロクスラーヌ」（La Roxelane）

### ドラマ
- ウクライナのテレビドラマ『ロクセラーナ（ウクライナ語版）』　1996-2003年。
- トルコのテレビドラマ『オスマン帝国外伝〜愛と欲望のハレム〜』[注釈 4]

ヒュッレム・スルタン（ロクセラーナ）をトルコ系ドイツ人女優のメルイェム・ウゼルリ（第1シーズンから第3シーズンまで）とトルコ人女優のヴァリーデ・ペルキン（最終第4シーズン）が演じた。日本（2017年、チャンネル銀河放映やHulu配信）を含む多くの国で放送されている。